# Oratorio di San Rocco (Castelnuovo Val di Cecina)
L'oratorio di San Rocco è un edificio religioso che  si trova a Castelnuovo di Val di Cecina, in provincia di Pisa.

## Descrizione
All'interno dell'oratorio, ubicato nel suggestivo borgo medievale e dotato di altari ricchi di stucchi, si trova una tela raffigurante la Presentazione di Gesù al tempio, eseguita da Cosimo Daddi nel 1597, proveniente dalla chiesa della Purificazione.